# Marek Cajzner
Marek Cajzner (ur. 19 maja 1948 w Warszawie) – polski dziennikarz radiowy i telewizyjny.
W 1973 r. ukończył anglistykę na Uniwersytecie Warszawskim. Od 1978 r. dziennikarz Sekcji polskiej BBC. Od 1985 zastępca redaktora naczelnego, a od 1998 redaktor naczelny Sekcji aż do jej rozwiązania przez BBC w 2006 r. Obecnie dyrektor Polskiego Radia dla Zagranicy.
Od stycznia do września 2007 prowadził program publicystyczny „Studio Świat” w TVP3. Program został zlikwidowany z chwilą przekształcenia TVP3 w TVP Info 6 października 2007.